# Terratrèmol de Concepción de 1570
El terratrèmol de Concepción de 1570 es va produir a les 9.00h del 8 de febrer de 1570. Va ser el primer terratrèmol que van experimentar els conqueridors espanyols en territori xilè.
El fort terratrèmol destruí Concepción, Xile. Va ser acompanyat per un tsunami, i es van sentir rèpliques durant mesos. D'acord amb NOAA, almenys es van perdre 2.000 vides i totes les cases van ser destruïdes. A causa d'un retard entre el terratrèmol i el tsunami, gran part de la població va poder escapar a un terreny més alt.
La magnitud del terratrèmol va ser de 8,3 Ms, i l'epicentre es va situar a 36° 48′ S, 73° 00′ O / 36.800°S,73.000°O.

## Informes del sisme i el posterior tsunami
El sisme va sobrevenir al voltant de les 9 del matí de dimecres de Cendra, el 8 de febrer de 1570. A aquesta hora l'escassa població es trobaven en missa. Quan va ocórrer el sisme, la terra es va esquerdar de gran manera.
Després va venir un sisme submarí que es va endinsar a la ciutat, amb altures de fins a quatre metres. La població va escapar als turons propers. Allà es van establir per cert temps, juntament amb les provisions necessàries per evitar l'atac dels indígenes. La mar va destruir completament la ciutat, deixant alguns vaixells a terra ferma.
Els indígenes, en veure que els espanyols havien perdut les seves llars, van amenaçar amb destruir tota la ciutat, però veient els habitants amb possibilitat de defensar-se, van decidir no prendre cap acció.
També va influir en aquesta decisió que el llicenciat Torres de Vera, en aquest moment líder de l'exèrcit que defensava Concepción, no es trobava amb els seus dirigits a la ciutat. Per això, i després de la catàstrofe, els militars van tornar a Concepción i van construir un fort per protegir els habitants. Cap registre assenyala que hagin ocorregut defuncions durant aquest sisme, però sí hi va haver gran destrucció. L'actual capital de país, Santiago de Xile, també va patir danys. Alguns rius van ser bloquejats per esllavissades de terra, formant llacs.
Cinc mesos després, les rèpliques van continuar, i el 8 de juliol de 1570, es va realitzar un cabildo obert a la ciutat, que va decidir que, a més del dimecres de cendra, també dijous seria festiu a la ciutat.